# Pseudolasius pallidus
Pseudolasius pallidus är en myrart som beskrevs av Horace Donisthorpe 1949. Pseudolasius pallidus ingår i släktet Pseudolasius och familjen myror. Inga underarter finns listade i Catalogue of Life.

## Bildgalleri

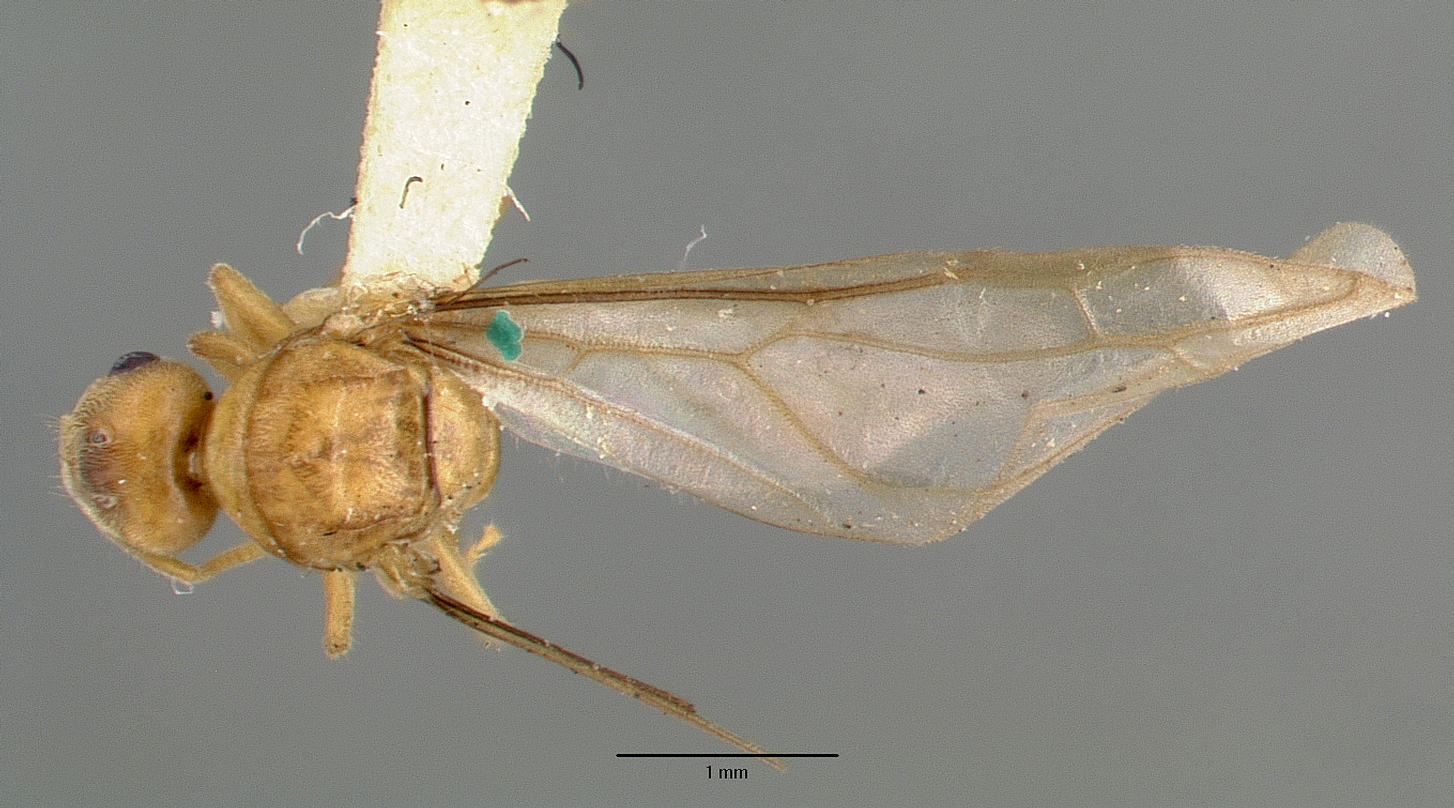
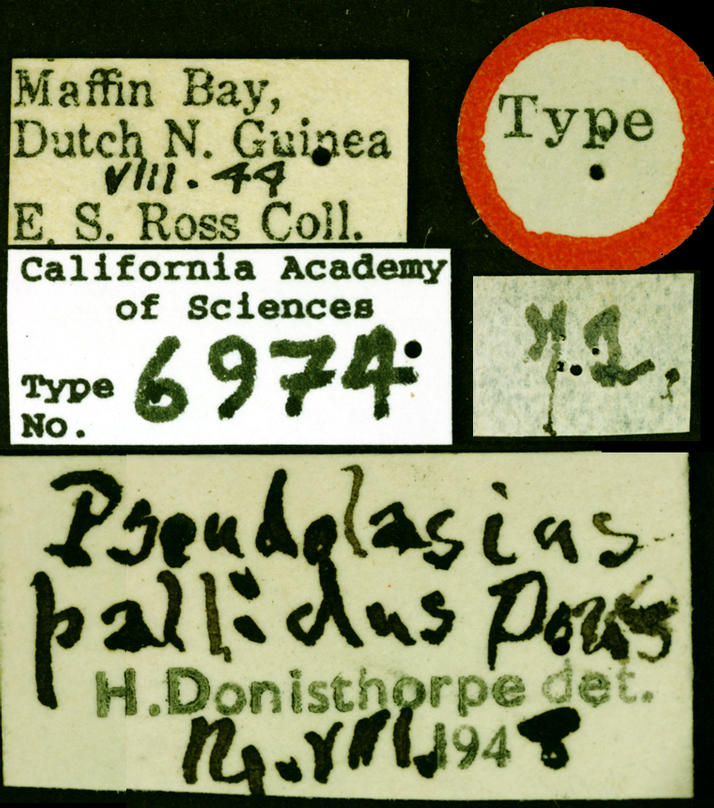
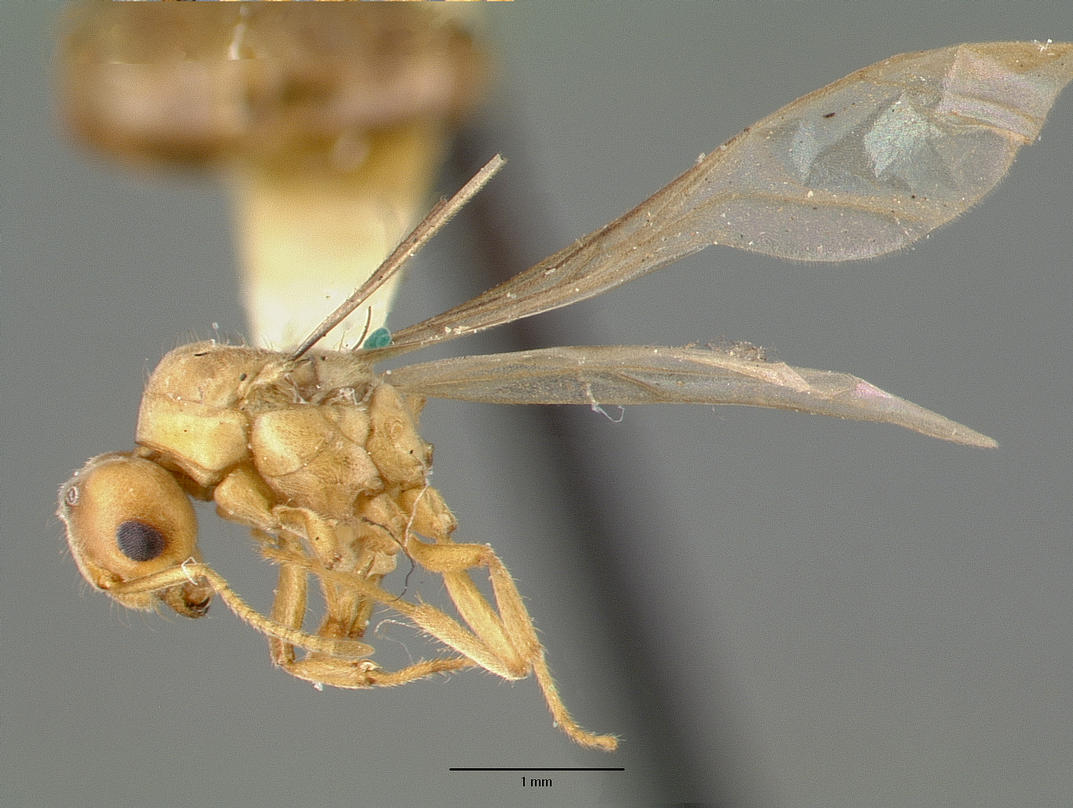
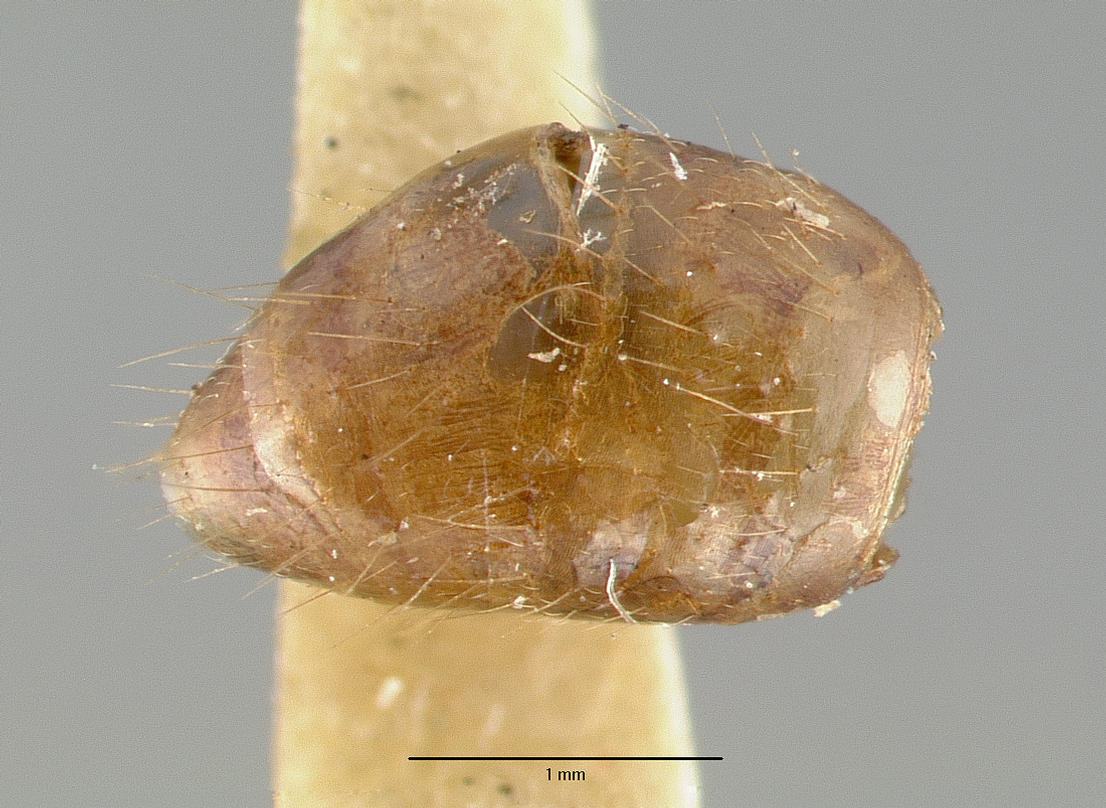